# Salvelinus vasiljevae
Salvelinus vasiljevae är en fiskart som beskrevs av Safronov och Zvezdov 2005. Salvelinus vasiljevae ingår i släktet Salvelinus och familjen laxfiskar. Inga underarter finns listade i Catalogue of Life.